# 山の手言葉
山の手言葉（やまのてことば）とは、主に東京の山の手で使われてきた方言。江戸言葉とともに東京方言を構成する。
参勤交代の交流で使う江戸の武家言葉と、将軍など京と接点がある一部だけが使う京言葉に分かれていたのが混ざりあい、中頃には江戸の上層武家が日常用いるようになっていた言葉を基盤として成立。明治時代には山の手の上位中産階級にも浸透していたので、日本語の標準語の母体となる。ただし、後述するように標準語との違いもあり東京弁とも言われる。

## 特徴
- 敬語表現が非常に発達している。現代の首都圏方言や共通語ではあまり使われない敬語表現（後述）がある。
- 江戸言葉のように[ai]（アイ）や[oi]（オイ）がそれぞれ[ɛ:]（エー）になるような訛りは見られない。（例：ない→×ねえ、遅い→×おせえ）
- ガ行鼻濁音が存在する。東京方言のガ行鼻濁音に関する規範は、標準語教育に取り入れられたが十分に定着せず、現在の東京では鼻濁音の使用は衰退している。
- 江戸言葉ほど顕著ではないが、「ひ」と「し」の区別が曖昧になることがある。

## 代表的な表現
- ごきげんよう
  - 京都の宮中で使われた御所ことば。出会った時や別れの時に相手の健康状態を伺う意味合いを込めて交わされる。21世紀の現在でも、学習院や跡見など一部の私立校では生徒同士の挨拶として日常的に使用されている。
- ざ（あ）ます
  - 山の手（麹町、番町）に住む婦人などの間で広まった丁寧語。彼女らのような有閑夫人のもったいぶった話しぶりを嘲って「ざあます言葉」とも呼ぶ。「…でございます」を早口に言った「…でござあます」がさらに縮まったもの。江戸時代には吉原で「廓言葉」の一つとして遊女が使い[1]、『閑情末摘花』に「何ざますへ」「早うざますはね」などの用法が見える。「ざんす」は「丁子屋」という遊女屋特有のものである[1]。現在では金持ちや成金、上品ぶった人、あるいはいわゆる「教育ママ」などを表す役割語として使われることがある。
- あそばす
  - 室町時代に京の宮中に仕える女官達が使った女房詞[注 1]。「遊ぶ」の未然形に尊敬の助動詞「す」が接続して成立した尊敬語。「ざます」と同様に「あそばせ言葉」（「あそばせ」は「あそばす」の命令形）とも呼ばれる。「おいであそばせ」（＝いらっしゃい）「ごめんあそばせ」（＝失礼しました・します）のように、多くは「お…あそばす」「ご…あそばす」の形で用いられる。
- 形容詞の丁寧語は「痛うございます」「危のうございます」のように「ウ音便連用形+ございます」が用いられる。

## 主な話者著名人
- 黒柳徹子 - 港区乃木坂
- デヴィ・スカルノ - 港区西麻布（旧霞町）
- トニー谷 - 中央区銀座
- オノ・ヨーコ - 港区南青山